# Czernowitzer Morgenblatt
«Czernowitzer Morgenblatt» — ежедневная буковинская газета, издавалась в городе Черновцы.

## История
14 мая 1918 года в Черновцах (в то время — административном центре Австро-Венгрии) вышел первый номер газеты, основанной Юлиусом Вебером и Элиасом Вайнштайном.
После распада Австро-Венгрии осенью 1918 года Черновцы вошли в состав королевства Румынии.
Газета была одной из нескольких крупных газет на немецком языке и была адресована немецкоязычному населению Черновцов и его окрестностей. Кроме того, читателями «Czernowitzer Morgenblatt» были, в основном, евреи.
Утренняя газета распространялась не только в Черновцах, но по Буковине и в других местах Румынии. Тираж составлял около 6800 экземпляров, в 1930-е годы также было организовано вечернее издание газеты «Abendblatt des Czernowitzer Morgenblattes».
В разные годы в газете печатались Роза Ауслендер, Альфред Маргул-Шпербер, Майер Эбнер.
В 1938—1940 годах выходила на румынском языке.
После присоединения Бессарабии и Северной Буковины к СССР 28 июня 1940 года газета прекратила выпуск.
Во время Холокоста[когда?] члены редакции еврейской национальности были убиты.